# Shuanghuan SCEO
Shuanghuan SCEO — рамный среднеразмерный внедорожник автопроизводителя Shuanghuan Automobile Co из Шицзячжуана, (Хэбэй, Китай), выпускаемый с 2006 года.

## Описание
Построен на раме от Isuzu. Продается во многих европейских странах, и дешевле, чем его европейские и японские конкуренты.
Он похож на другие известные модели, такие как Toyota Land Cruiser Prado внутри и спереди, BMW X5 сзади, BMW X3 и по бокам. Знак очень похож на SsangYong. Его дизайн был причиной многих споров, когда компания хотела показать его на автосалоне во Франкфурте в 2007 году. По причине схожести с BMW X5 суд Мюнхена запретил ввозить автомобиль в Германию и продавать его там, а также вывести все проданные экземпляры из страны.
Shuanghuan SCEO оснащен рядным 4-цилиндровым двигателем Mitsubishi 4G64S4M c рабочим объёмом 2351 см.куб., также продается либо с 2,4-литровым бензиновым двигателем мощностью 124 л.с. (82 кВт) при 5250 оборотах в минуту, с турбонаддувом 230 л.с. 2,8 л или 115 л.с. (86 кВт) турбодизелем 2,8 л. На трассе крейсерская скорость — 100 км/час. Удел этой машины — вальяжное качение по трассе в средней полосе и медленный, но уверенный разгон до своих максимальных 150 км/ч.

## ShuangHuan SCEO в России и странах СНГ
Автомобиль завозился в Россию и на Украину (2006—2007 годы) в весьма ограниченном количестве. В максимальной комплектации мог иметь климат-контроль, круиз-контроль, электропакет, парктроник, сиденья с электроприводом, кожаный салон, АБС, система распределения тормозных усилий, система экстренного дотормаживания, 4 подушки безопасности, DVD-MP3 ресивер, электролюк. Комплектация и некоторые параметры могли сильно отличаться от ввозимых в Европу. Так мощность бензинового двигателя 4G64S4M у ввозимых к нам экземпляров составляет 125 л.с. (92 кВт). Многие машины не имели пониженной передачи.

## Признание копией BMW X5
В июне 2008 года региональный суд Мюнхена постановил, что китайский внедорожник «ShuangHuan SCEO» является копией BMW X5, и запретил ответчику импортировать эти транспортные средства в Германию. В других странах руководство BMW не добилось успехов.